# Супотницкий, Михаил Васильевич
Михаил Васильевич Супотницкий (род. 13 июля 1956, Усть-Каменогорск) — российский микробиолог, полковник медицинской службы запаса, изобретатель, автор книг и статей по истории эпидемий чумы и других особо опасных инфекций, истории разработки и применения химического и биологического оружия. Заместитель главного редактора научно-практического журнала «Вестник войск РХБ защиты» Министерства обороны РФ.
М. В. Супотницкий высказал собственные гипотезы о ВИЧ-инфекции, которые не нашли признания среди специалистов.

## Биография
В 1979 г. окончил Военно-медицинский факультет при Томском медицинском институте. С 1979 по 2006 год служил на разных должностях в научно-исследовательских учреждениях Министерства обороны СССР и Российской Федерации, вышел в отставку в звании полковника медицинской службы. Женат.
Заместитель главного редактора ежеквартального научно-практического журнала «Вестник войск РХБ защиты», издаваемого с октября 2017 года Министерством обороны РФ.
Член редколлегии луганского журнала «Актуальная инфектология» (укр. Актуальна Iнфектологiя).

## Научная деятельность
М. В. Супотницкий является автором и соавтором книг, коллективных монографий, двух словарей, патентов и статей.
М. В. Супотницкий участвовал в переиздании дореволюционных воспоминаний военного врача А. А. Генрици (1824—1895):
- Генрици, А. А. Воспоминания о пережитых мною холерных эпидемиях : Холерные эпидемии в Финляндии = Генрици А. А. Воспоминания о пережитых мною холерных эпидемиях. 1885. / Предисл. М. В. Супотницкого. — М. : Вузовская книга, 2002. — 208 с. — 1000 экз. — ISBN 5-9502-0012-8.
- Генрици, А. А. Воспоминания о пережитых мною холерных эпидемиях : Холерные эпидемии в Финляндии. — М. : Вузовская книга, 2007. — 208 с. — 100 экз. — ISBN 978-5-9502-0266-1.
- Генрици, А. А. Воспоминания о пережитых мною холерных эпидемиях : Холерные эпидемии в Финляндии. — М. : Вузовская книга, 2019. — 208 с. — ISBN 978-5-89522-406-9.

В начале 2000-х М. В. Супотницкий высказал гипотезу о роли ретроэлементов в эволюции, для которой он придумал понятие «ретровирусная эволюция». Он считает ретровирусы настоящими хозяевами Земли и что они способны уничтожить человечество. По его гипотезе, ретроэлементы генома (остатки внедрившихся в геном животных древних ретровирусов) создали иммунитет многоклеточных организмов и накапливаются в нём (являются резервуаром ретровирусов), при этом время от времени обеспечивают массовые вымирания видов
М. В. Супотницкий утверждает, что опасность ВИЧ/СПИД-пандемии сильно недооценена из-за непонимания роли ретровирусов в тех процессах, которые не имеют отношения к медицине. При этом он использует собственный термин «ретровирусная эволюция» и считает, что ВИЧ/СПИД-пандемия среди вида Homo sapiens — частное проявление ретровирусной эволюции у приматов.
В своих высказываниях о ВИЧ Супотницкий выступает против общепринятых подходов и стандартов исследований, принятых в научном сообществе. Более 10 лет он в одиночку разрабатывал свою концепцию, а в 2000-х годах у него появились последователи.

## Награды
Награждён медалями «За заслуги в увековечении памяти погибших защитников Отечества» (2018), «За отличие в службе в Сухопутных войсках» (2018), «За трудовую доблесть» (2022) и рядом других медалей Министерства обороны Российской Федерации.

## Основные труды
- Супотницкий, М. В. Микроорганизмы, токсины и эпидемии. — М. : Вузовская книга, 2000. — 376 с. — ISBN 5-89522-092-4. (переиздана в 2005, 2010 и 2015 годах).
- Супотницкий, М. В. Очерки истории чумы / М. В. Супотницкий, Н. С. Супотницкая. — М. : Вузовская книга, 2006. — 300 экз. — ISBN 5-9502-0061-6.
  - Супотницкий, М. В. Очерки истории чумы / М. В. Супотницкий, Н. С. Супотницкая. — М. : Вузовская книга, 2006. — Кн. 1 : Чума добактериологического периода. — 468 с. — 300 экз. — ISBN 5-9502-0093-4.
  - Супотницкий, М. В. Очерки истории чумы / М. В. Супотницкий, Н. С. Супотницкая. — М. : Вузовская книга, 2006. — Кн. 2 : Чума бактериологического периода. — 696 с. — 300 экз. — ISBN 5-9502-0094-2.
- Супотницкий, М. В. Краткий англо-русский медицинский словарь. — М. : Вузовская книга, 2006. — 316 с. — ISBN 978-5-9502-0406-7. (переиздан в 2008)
- Супотницкий, М. В. Словарь генетических терминов : Около 3000 статей. — М. : Вузовская книга, 2007. — 508 с. — ISBN 978-5-9502-0201-8.
- Супотницкий, М. В. Эволюционная патология : К вопросу о месте ВИЧ-инфекции и ВИЧ/СПИЛ-пандемии среди других эпидемических и пандемических процессов. — М. : Вузовская книга, 2009. — 400 с. — 300 экз. — ISBN 978-5-9502-0378-7.
- Супотницкий, М. В. Биологическая война: Введение в эпидемиологию искусственных эпидемических процессов и биологических поражений. — М. : Русская панорама, 2013. — 1136 с. — 3000 экз. — ISBN 978-5-93165-328-0.
- Супотницкий, М. В. Слепые пятна вакцинологии : монография / Рец.: д-р мед. наук, проф. И. В. Богадельников. — М. : Русская панорама, 2016. — 240 с. — 500 экз. — ISBN 978-5-93165-368-6.
  - Супотницкий, М. В. Слепые пятна вакцинологии : монография / Рец.: д-р мед. наук, проф. И. В. Богадельников. — 2-е изд. — М. : Русская панорама, 2021. — 240 с. — 1000 экз. — ISBN 978-5-93165-479-9.
- Супотницкий, М. В. Химическое оружие в Первой мировой войне / М. В. Супотницкий, С. В. Петров, В. А. Ковтун. — М. : Русская панорама, 2020. — 448 с. — 1000 экз. — ISBN 978-5-93165-426-3.
- Супотницкий, М. В. COVID-19: трудный экзамен для человечества : монография / Рец.: д-р мед. наук, проф. И. В. Богадельников. — М. : Русская панорама, 2021. — 256 с. — 1000 экз. — ISBN 978-5-93165-476-8.
  - Супотницкий, М. В. COVID-19: трудный экзамен для человечества : монография / Рец.: д-р мед. наук, проф. И. В. Богадельников. — 2-е изд. — М. : Русская панорама, 2022. — 256 с. — 1000 экз. — ISBN 978-5-93165-476-8.
- Супотницкий, М. В. История чумных катастроф от древности до Нового времени / М. В. Супотницкий, Н. С. Супотницкая. — М. : Ломоносовъ, 2021. — 240 с. — (История. География. Этнография). — 1000 экз. — ISBN 978-5-91678-682-8.
- Супотницкий, М. В. Химическое оружие на Ближнем Востоке / М. В. Супотницкий, В. А. Ковтун, Н. И. Шило. — М. : Наше Завтра, 2023. — 452 с. — ISBN 978-5-907585-97-3.

- Супотницкий, М. В. ВИЧ/СПИД-пандемия. Так с чем же в действительности мы столкнулись? // Геополитика и экогеодинамика регионов : сб.. — Симферополь : ТНУ, 2007. — Т. 3, вып. 2. — С. 109–119.

## Патенты
- Способ специфической профилактики мелиоидоза / Авторы патента: Супотницкий М. В., Маслов А. В., Сероглазов В. В., Кожухов В. В.

## Отзывы
Профессор Саратовского государственного университета Д. В. Михель так оценил двухтомник супругов Супотницких «Очерки истории чумы»:

Все  же  книга  Супотницких  во  многих  отношениях  претендует  на  энциклопедичность. … Придется, однако, подчеркнуть, что авторы не знакомы с другими традициями реконструкции истории эпидемий… Взгляд на историю эпидемий чумы, демонстрируемый Супотницкими, тем самым, оказывается неполным…